# سیارک ۴۵۳۰۵
سیارک ۴۵۳۰۵ (به انگلیسی: 45305 Paulscherrer، نامگذاری:2000AH48) چهل و پنج هزار و سیصد و پنجمین سیارک کشف شده‌است که در ۴ ژانویه ۲۰۰۰ کشف شد.